# Liste der Vizegouverneure von Québec

Amtsflagge des Vizegouverneurs von Québec

Diese Liste führt die Vizegouverneure (frz. lieutenant-gouverneurs) der kanadischen Provinz Québec seit dem Beitritt zur Kanadischen Könfederation im Jahr 1867 auf. Ebenfalls enthalten sind die Gouverneure der Kolonie Provinz Québec (vor 1791), die Vizegouverneure der Kolonie Niederkanada (1791–1841) und die Vizegouverneure der Provinz Kanada (1841–1867). Der Vizegouverneur vertritt den kanadischen Monarchen auf Provinzebene.

## Gouverneure von Québec
| Vizegouverneur                    | Amtszeit  |
| --------------------------------- | --------- |
| Jeffrey Amherst, 1. Baron Amherst | 1760–1763 |
| James Murray                      | 1764–1768 |
| Guy Carleton                      | 1768–1778 |
| Frederick Haldimand               | 1778–1786 |
| Guy Carleton                      | 1786–1791 |

## Vizegouverneure von Niederkanada
| Vizegouverneur                             | Amtszeit  |
| ------------------------------------------ | --------- |
| Guy Carleton                               | 1791–1796 |
| Robert Prescott                            | 1796–1799 |
| Robert Shore Milnes                        | 1799–1805 |
| Thomas Dunn                                | 1805–1807 |
| James Henry Craig                          | 1807–1811 |
| Thomas Dunn                                | 1811      |
| George Prevost                             | 1811–1815 |
| Gordon Drummond                            | 1815–1816 |
| John Wilson                                | 1816      |
| John Coape Sherbrooke                      | 1816–1818 |
| Charles Lennox, 4. Duke of Richmond        | 1818–1819 |
| George Ramsay, 9. Earl of Dalhousie        | 1819–1828 |
| Matthew Whitworth-Aylmer, 5. Baron Aylmer  | 1830–1835 |
| Archibald Acheson, 2. Earl of Gosford      | 1835–1838 |
| John Colborne, 1. Baron Seaton             | 1838      |
| John George Lambton, 1. Earl of Durham     | 1838–1839 |
| John Colborne, 1. Baron Seaton             | 1839      |
| Charles Poulett Thomson, 1. Baron Sydenham | 1839–1841 |

## Vizegouverneure der Provinz Kanada
Außer John Clitherow und Richard Downes Jackson waren die Vizegouverneure zugleich Generalgouverneure.
| Vizegouverneur                      | Amtszeit  |
| ----------------------------------- | --------- |
| John Clitherow                      | 1841      |
| Richard Downes Jackson              | 1841–1842 |
| Charles Bagot                       | 1842–1843 |
| Charles Bagot                       | 1842–1843 |
| Charles Metcalfe, 1. Baron Metcalfe | 1843–1845 |
| Charles Cathcart, 2. Earl Cathcart  | 1845–1847 |
| James Bruce, 8. Earl of Elgin       | 1847–1854 |
| Edmund Walker Head                  | 1854–1861 |
| Charles Monck, 4. Viscount Monck    | 1861–1866 |

## Vizegouverneure von Québec
| Vizegouverneur                       | Amtszeit                              |
| ------------------------------------ | ------------------------------------- |
| Narcisse-Fortunat Belleau            | 1. Juli 1867 – 16. Februar 1873       |
| René-Édouard Caron                   | 17. Februar 1873 – 13. Dezember 1876  |
| Luc Letellier de Saint-Just          | 15. Dezember 1876 – 25. Juli 1879     |
| Théodore Robitaille                  | 26. Juli 1879 – 6. November 1884      |
| Louis-François-Rodrigue Masson       | 7. November 1884 – 24. Oktober 1887   |
| Auguste-Réal Angers                  | 29. Oktober 1887 – 5. Dezember 1892   |
| Joseph-Adolphe Chapleau              | 12. Dezember 1892 – 20. Januar 1898   |
| Louis-Amable Jetté                   | 1. Februar 1898 – 15. September 1908  |
| Charles-Alphonse-Pantaléon Pelletier | 15. September 1908 – 29. April 1911   |
| François Langelier                   | 6. Mai 1911 – 8. Februar 1915         |
| Pierre-Évariste Leblanc              | 12. Februar 1915 – 18. Oktober 1918   |
| Charles Fitzpatrick                  | 23. Oktober 1918 – 31. Oktober 1923   |
| Louis-Philippe Brodeur               | 31. Oktober 1923 – 2. Januar 1924     |
| Narcisse Pérodeau                    | 10. Januar 1924 – 10. Januar 1929     |
| Lomer Gouin                          | 10. Januar 1929 – 28. März 1929       |
| Henry George Carroll                 | 4. April 1929 – 3. Mai 1934           |
| Ésioff-Léon Patenaude                | 3. Mai 1934 – 30. Dezember 1939       |
| Eugène Fiset                         | 30. Dezember 1939 – 3. Oktober 1950   |
| Gaspard Fauteux                      | 3. Oktober 1950 – 14. Februar 1958    |
| Onésime Gagnon                       | 14. Februar 1958 – 30. September 1961 |
| Paul Comtois                         | 11. Oktober 1961 – 21. Februar 1966   |
| Hugues Lapointe                      | 22. Februar 1966 – 27. April 1978     |
| Jean-Pierre Côté                     | 27. April 1978 – 28. März 1984        |
| Gilles Lamontagne                    | 28. März 1984 – 9. August 1990        |
| Martial Asselin                      | 9. August 1990 – 12. September 1996   |
| Jean-Louis Roux                      | 12. September 1996 – 30. Januar 1997  |
| Lise Thibault                        | 30. Januar 1997 – 7. Juni 2007        |
| Pierre Duchesne                      | 7. Juni 2007 – 24. September 2015     |
| J. Michel Doyon                      | 24. September 2015 – 25. Januar 2024  |
| Manon Jeannotte                      | 25. Januar 2024 – amtierend           |